# Jonathan Álvez
Jonatan Daniel Álvez Sagar, meglio noto come Jonathan Álvez (Vichadero, 31 maggio 1988), è un calciatore uruguaiano, attaccante del Cerrito.

## Caratteristiche tecniche
È un centravanti.

## Carriera
È cresciuto nelle giovanili di Nacional e River Plate (M).

## Palmarès

### Club

#### Competizioni nazionali
- Campionato uruguaiano: 1

Danubio: 2013-2014
- Campionato ecuadoriano: 2

Barcelona SC: 2016, 2020
- Copa Colombia: 1

Atlético Nacional: 2021